# Nové Hony
Nové Hony (em húngaro: Kétkeresztúr; alemão: Heiligenkreuz) é um município da Eslováquia, situado no distrito de Lučenec, na região de Banská Bystrica. Tem 16,6 km² de área e sua população em 2018 foi estimada em 176 habitantes.

## Demografia
| Ano:        | 1994 | 2004   | 2014   | 2024   |
| ----------- | ---- | ------ | ------ | ------ |
| Broj ljudi: | 185  | 195    | 184    | 178    |
| Razlika:    |      | +5,40% | -5,64% | -3,26% |

| Ano:               | 2023 | 2024   |
| ------------------ | ---- | ------ |
| Número de pessoas: | 182  | 178    |
| Diferença:         |      | -2,19% |